# Josef Houdek
Josef Houdek (* 16. srpna 1953) je bývalý český fotbalista, útočník.

## Fotbalová kariéra
V československé lize hrál za Spartu Praha. Nastoupil v 6 ligových utkáních. V Poháru vítězů pohárů nastoupil za Spartu v roce 1976 v utkání proti MTK Budapešť. Ve druhé nejvyšší soutěži hrál za DP Xaverov.

## Ligová bilance
| Ročník                                   | Zápasy | Góly | Klub         |
| ---------------------------------------- | ------ | ---- | ------------ |
| 1. československá fotbalová liga 1976/77 | 6      | 0    | Sparta Praha |
| Česká národní fotbalová liga 1979/80     | -      | -    | DP Xaverov   |
| Česká národní fotbalová liga 1981/82     | 26     | 10   | DP Xaverov   |
| Česká národní fotbalová liga 1982/83     | 15     | 3    | DP Xaverov   |
| Česká národní fotbalová liga 1983/84     | 30     | 11   | DP Xaverov   |
| Česká národní fotbalová liga 1984/85     | 27     | 14   | DP Xaverov   |
| Česká národní fotbalová liga 1985/86     | 24     | 4    | DP Xaverov   |
| Česká národní fotbalová liga 1986/87     | 28     | 1    | DP Xaverov   |
| Česká národní fotbalová liga 1987/88     | 14     | 0    | DP Xaverov   |
| CELKEM 1. liga                           | 6      | 0    |              |